# Armatur (Mechatronische Komponente)
Eine Armatur – im Sinne von „Armatur als Komponente, die zu einem Armaturenbrett gehört“ – ist ein Stück Ausrüstung – genauer gesagt: eine Komponente – von Maschinen, Fahrzeugen oder anderen technischen Anlagen. Sie dient zum Steuern und Bedienen des zu kontrollierenden technischen Systems und veranlasst, Messwerte am Armaturenbrett anzuzeigen, die für die Bedienung wichtig sind. Funktionen des Steuerns und Bedienens können in vielen Fällen in der Praxis Schalthebel oder Schaltgestänge ebenso wie Bedienhebel oder Pedale jeglicher Art, aber auch Lenk- oder Handräder übernehmen, ebenso Ein-/Aus-Schalter, Umschalter, Drehschalter und dergleichen mehr, deren Kontrolle an einem oder an mehreren Armaturenbrettern zusammenläuft. Sie sind häufig in Cockpits, Betriebs- oder Fahrständen zu finden. In einzelnen Fällen können Armaturen auch vor oder  an den Bedientafeln von Leitständen angetroffen werden.
Einige Typen von Messinstrumenten und Einrichtungen zur Überwachung technischer Systeme, welche Systemveränderungen anzeigen, die unter den als „Armaturen“ bezeichneten Anzeige-, Steuer- und Bedienelementen vorkommen können, seien nachfolgend genannt:
- Tachometer,
- Entfernungsmesser,
- Drehzahlmesser,
- Thermometer,
- Betriebsstundenzähler,
- Kontrollleuchten,
- Tankanzeige.

Was Anzeigetechnik anbelangt, so sind mechatronische Armaturen im vorgenannten Sinne von computergraphisch dargestellten Instrumenten und Steuereinheiten in volldigitalen Cockpits, zu unterscheiden. Mit letzteren sind volldigitale Cockpits gemeint, welche auf eingebetteten Systemen plus vollelektronischer Mess- und Schaltperipherie basieren, welche wiederum mit umliegenden Sensoren und Aktoren verbunden sind. Von volldigitalen Cockpits gehen keinerlei Gestänge ab; vielmehr beziehen sie ihre Messsignale über Sensoren und geben ihre Steuersignale an Aktoren aus, die wiederum Gestänge und dergleichen in Bewegung zu setzen vermögen.